# Dodecatheon redolens
Dodecatheon redolens är en viveväxtart som först beskrevs av William Hall, och fick sitt nu gällande namn av H.J. Thompson. Dodecatheon redolens ingår i släktet Dodecatheon och familjen viveväxter. Inga underarter finns listade i Catalogue of Life.

## Bildgalleri

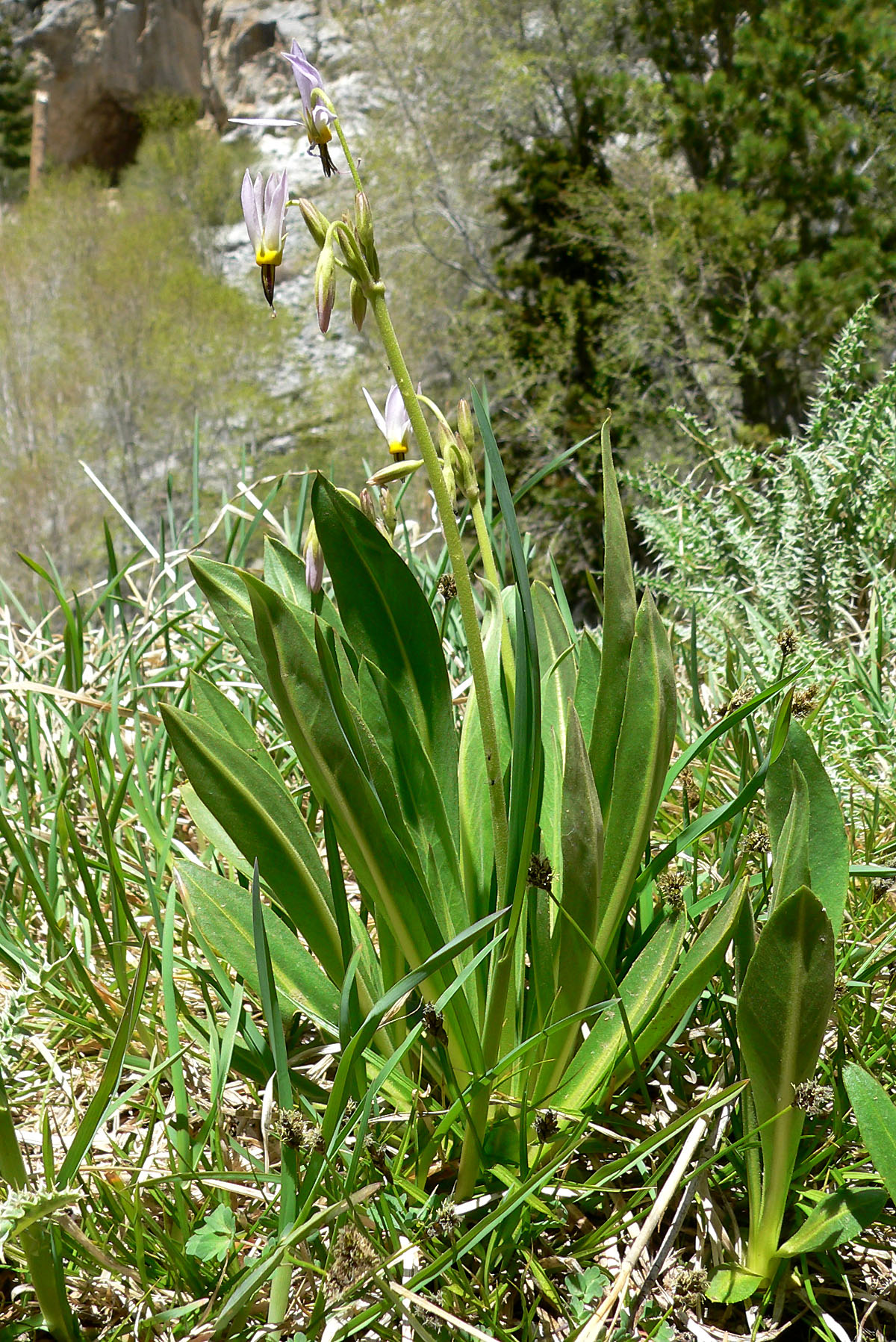
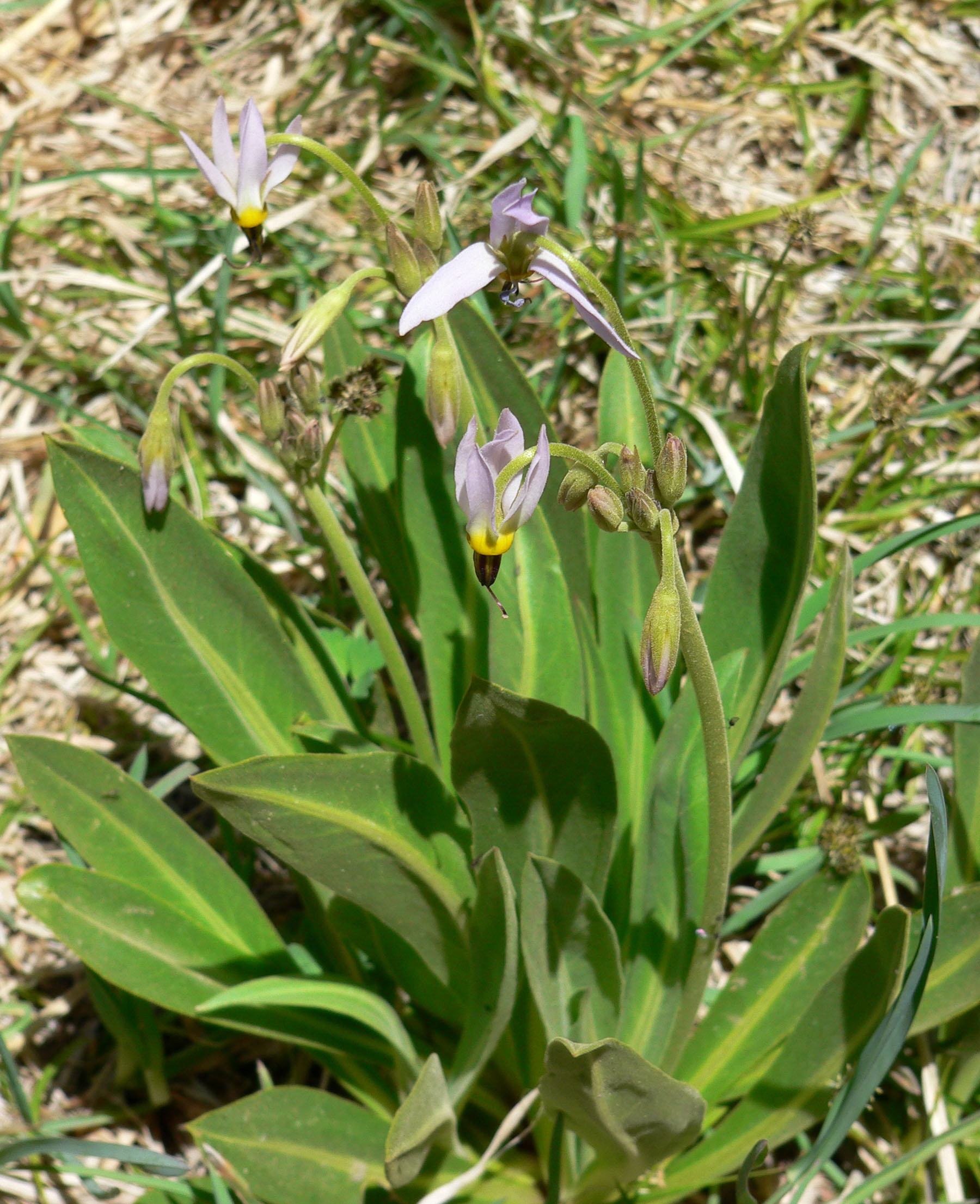
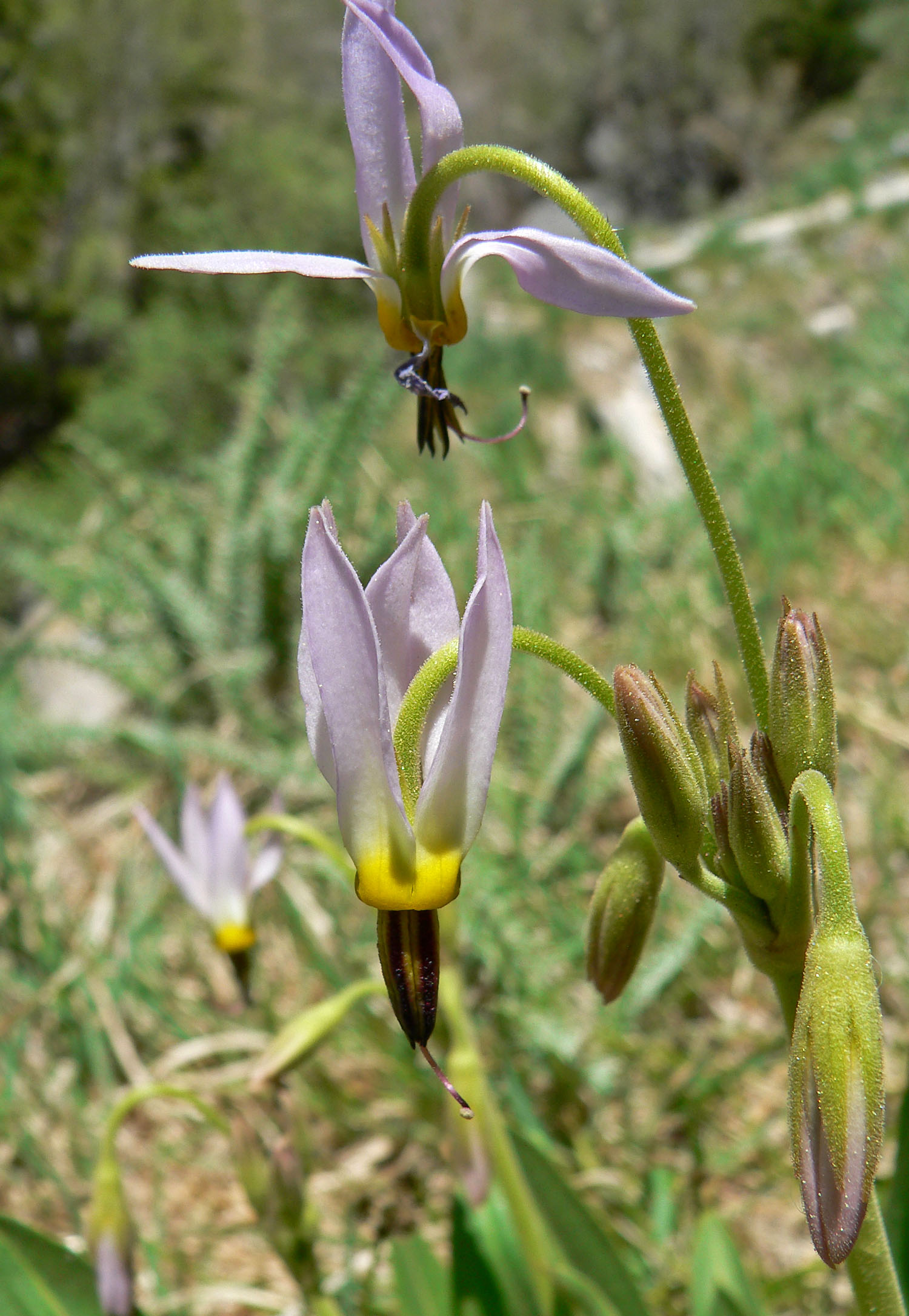
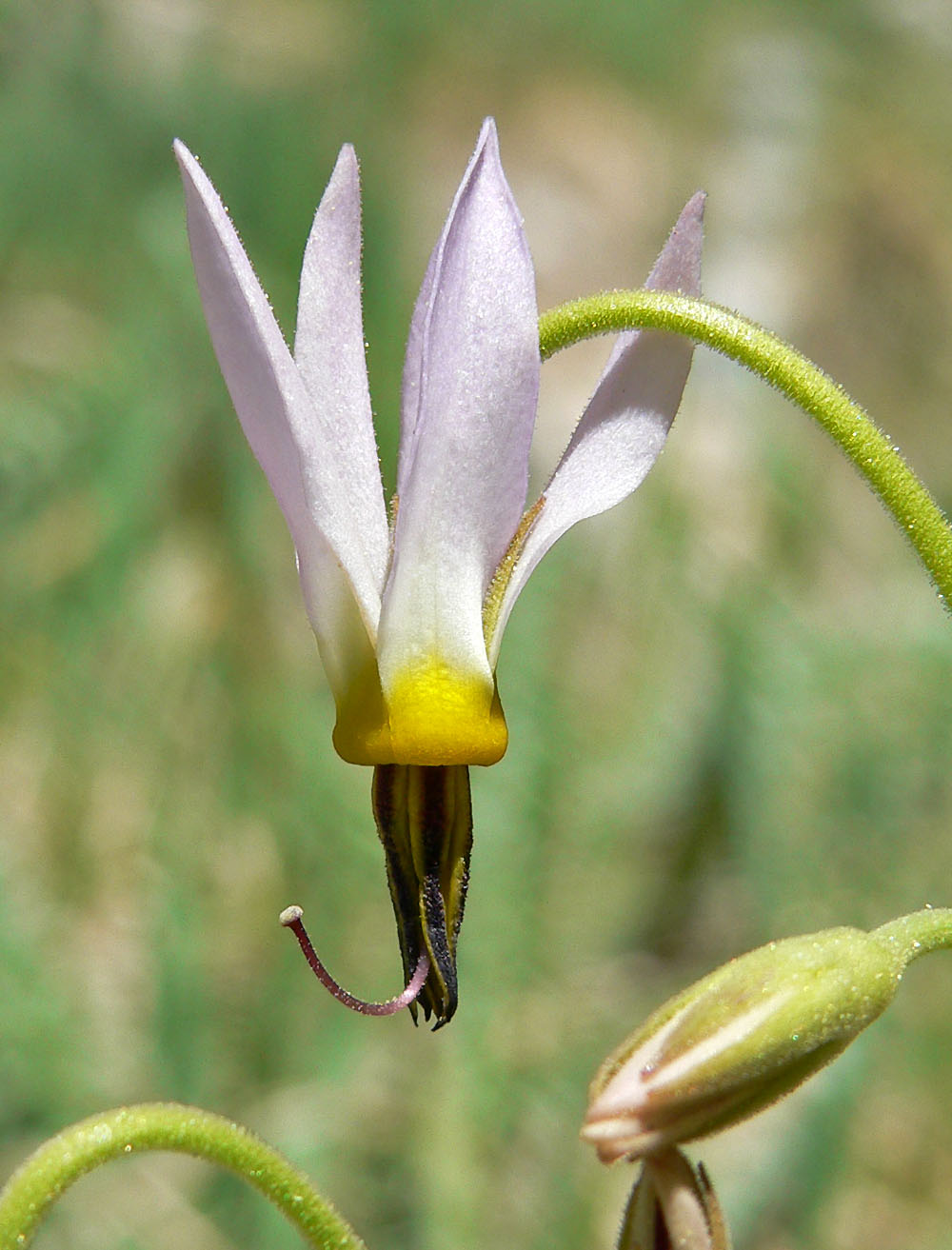
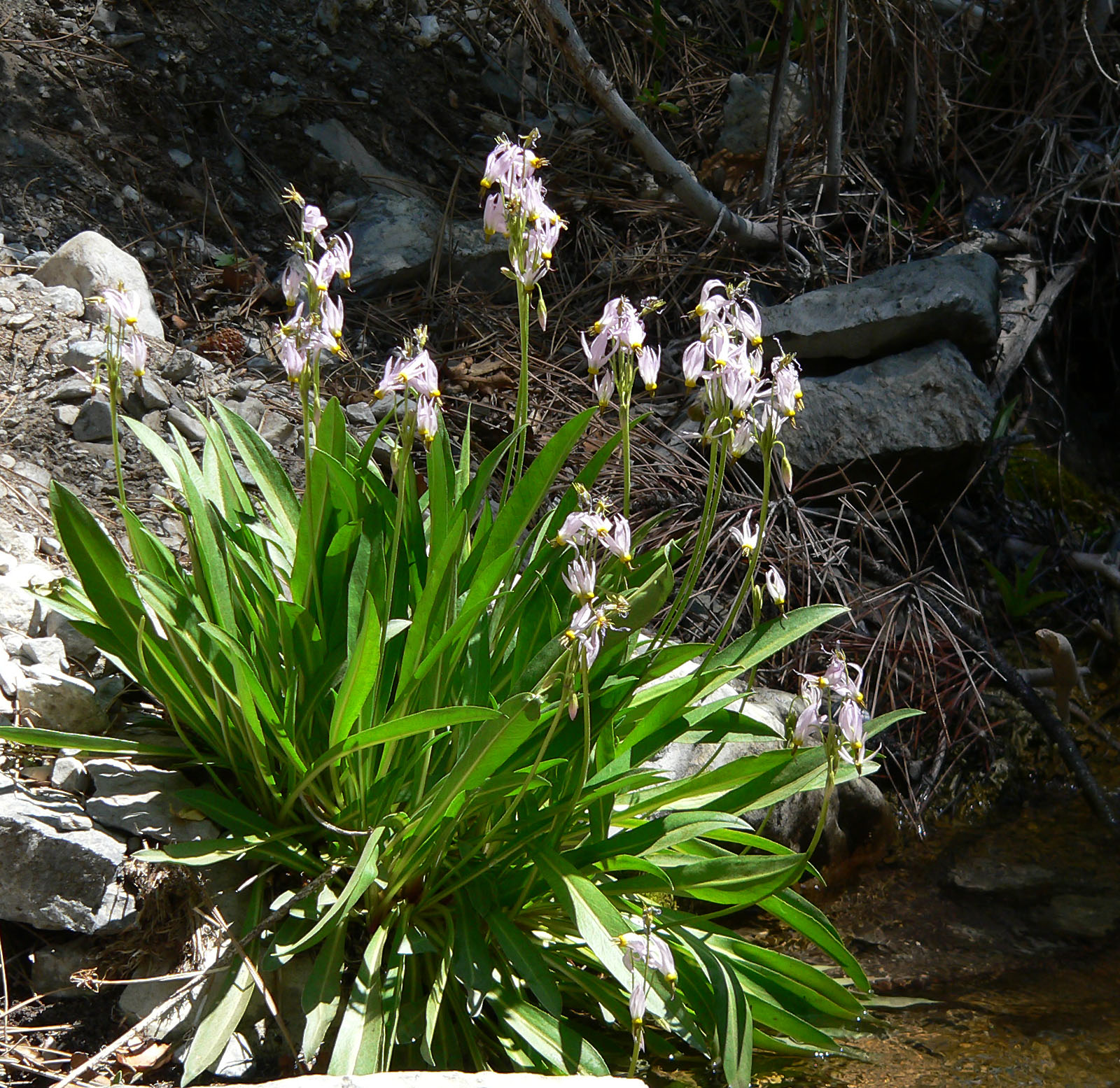
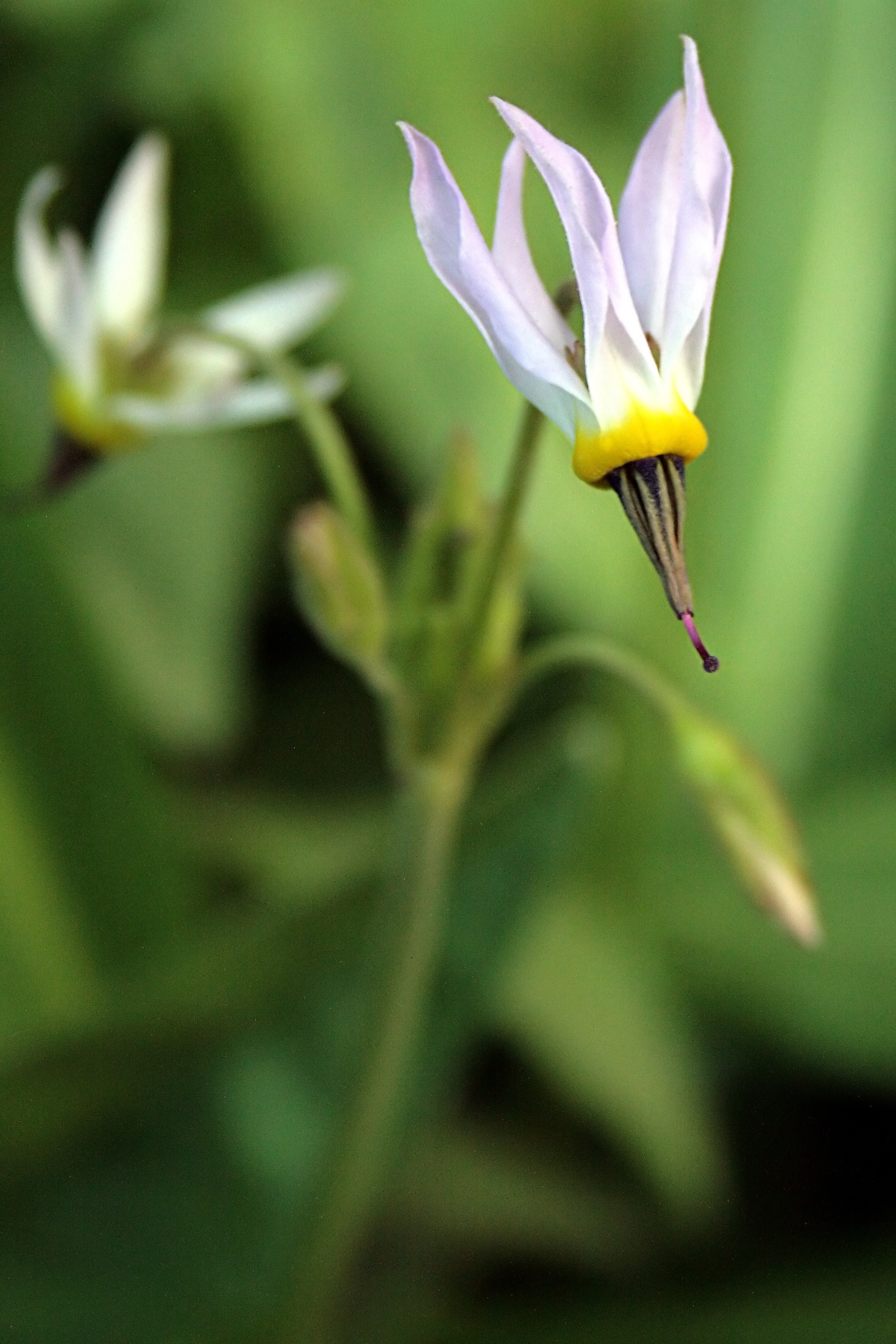